# Bernardo de Montfaucon
Bernardo de Montfaucon (em francês:  Bernard; Corbières (Aude), 13 de janeiro de 1655 - 21 de dezembro de 1741) foi um frade beneditino, um teólogo, escritor e um antiquário, cuja contribuição erudita foi importante para a formação do Neoclassicismo.
Montfaucon nasceu em 13 de janeiro de 1655, no Castelo de Soulatgé, uma pequena aldeia no sul da cidade de Corbières. Depois de um anos mudou-se para o Castelo de Roquetaillade, residência de sua família. Quando tinha sete anos, ele foi enviado para Limoux, para o colégio dirigido pelos Padres da Doutrina Cristã.

## Carreira
Montfaucon serviu no exército francês como voluntário e participou da Guerra Franco-Holandesa de 1673. Ele era um capitão de granadeiros e fez duas campanhas sob o comando de Marechal Turenne, participou da Batalha de Herbsthausen quando adoeceu em Saverne, na Alsácia. Por causa de sua doença infecciosa, ele então fez um voto à Nossa Senhora de Marceille de doar cem livres para seu santuário em Limoux e também se tornaria monge se fosse capaz de regressar ao seu país como resultado de sua intervenção. Após a morte de seu pai em 1675 Montfaucon entrou para o noviciado do mosteiro beneditino de Bream em Toulouse. Lá, ele aprendeu várias línguas antigas: grego, hebraico, caldeu, siríaco e copta.
Em 1705 Montfaucon analisou e descreveu os manuscritos do Fonds Coislin, na Bibliotheca Coisliniana (Paris, 1705). Em 1708 na Palaeographia Graeca Montfaucon btornou-se o primeiro a usar o termo "paleografia". A obra ilustra toda a história da escrita grega e contém discussões sobre variações na forma das letras grega, o uso de abreviaturas em manuscritos gregos e o processo de decifração da escrita arcaica. De especial interesse a Montfacuon, neste trabalho, ele frequentemente cita manuscritos gregos de Atanásio de Alexandria, Orígenes e João Crisóstomo. O livro trata de modo tão abrangente as características da escrita e outras características de manuscritos gregos,  que se manteve como a maior autoridade sobre o assunto durante quase dois séculos.

## Trabalhos
- Analecta graeca, sive varia opuscula graeca inedita (Paris, 1688)
- S. Athanasii opera omnia (Paris, 1698)
- Diarium italicum (Paris, 1702)'
- Bibliotheca Coisliniana (Paris, 1705)
- Palaeographia Graeca, sive, De ortu et progressu literarum graecarum (Paris, 1708)
- «Diarium italicum». (Paris, 1702)
- Collectio nova patrum et scriptorum graecorum (2 vols., 1706)
- «Palaeographia graeca». (Paris, 1708)
- Bibliotheca Coisliniana olim Segueriana, Paris: Ludovicus Guerin & Carolus Robustel, 1715.
- L'antiquité expliquée et représentée en figures (1719-1724), em 10 volumes, com muitas gravuras ilustrando monumentos antigos.
- Les monuments de la monarchie française (for Henrik IV, 1729-1733)
- Bibliotheca bibliothecarum manuscriptorum nova (1739)
- Sancti patris nostri Ioannis Chrisostomi opera omnia (Paris, 1718—1738; nova edição 1735—1740)
- Antiquitas explanatione et schematibus illustrata (L'antiquité expliquée et représentée en figures), 10 volumes
- Edição das homilias Adversus Judaeos de São João Crisóstomo.

## Ligações externa
- Diarium Italicum (em francês)
- Diarium Italicum) (em inglês)